# Nisueta quadrispilota
Nisueta quadrispilota är en spindelart som beskrevs av Simon 1880. Nisueta quadrispilota ingår i släktet Nisueta och familjen jättekrabbspindlar. Inga underarter finns listade i Catalogue of Life.